# Кратеропа рябогруда
Кратеро́па рябогруда (Turdoides hypoleuca) — вид горобцеподібних птахів родини Leiothrichidae. Мешкає в Кенії і Танзанії.

## Підвиди
Виділяють два підвиди:
- T. h. hypoleuca (Cabanis, 1878) — від центральної і південної Кенії до гори Кіліманджаро;
- T. h. rufuensis (Neumann, 1906) — північно-східна Танзанія.

## Поширення і екологія
Рябогруді кратеропи мешкають у вологих рівнинних тропічних лісах, сухих чагарникових заростях, в садах і на плантаціях. Зустрічаються на висоті від 1000 до 1800 м над рівнем моря.